# Научная библиотека имени Н. И. Лобачевского
Научная библиотека имени Н. И. Лобачевского Казанского (Приволжского) федерального университета по величине книжного фонда входит в число десяти крупнейших библиотек России, среди университетских библиотек она третья после Московского и Санкт-Петербургского университетов.

## История

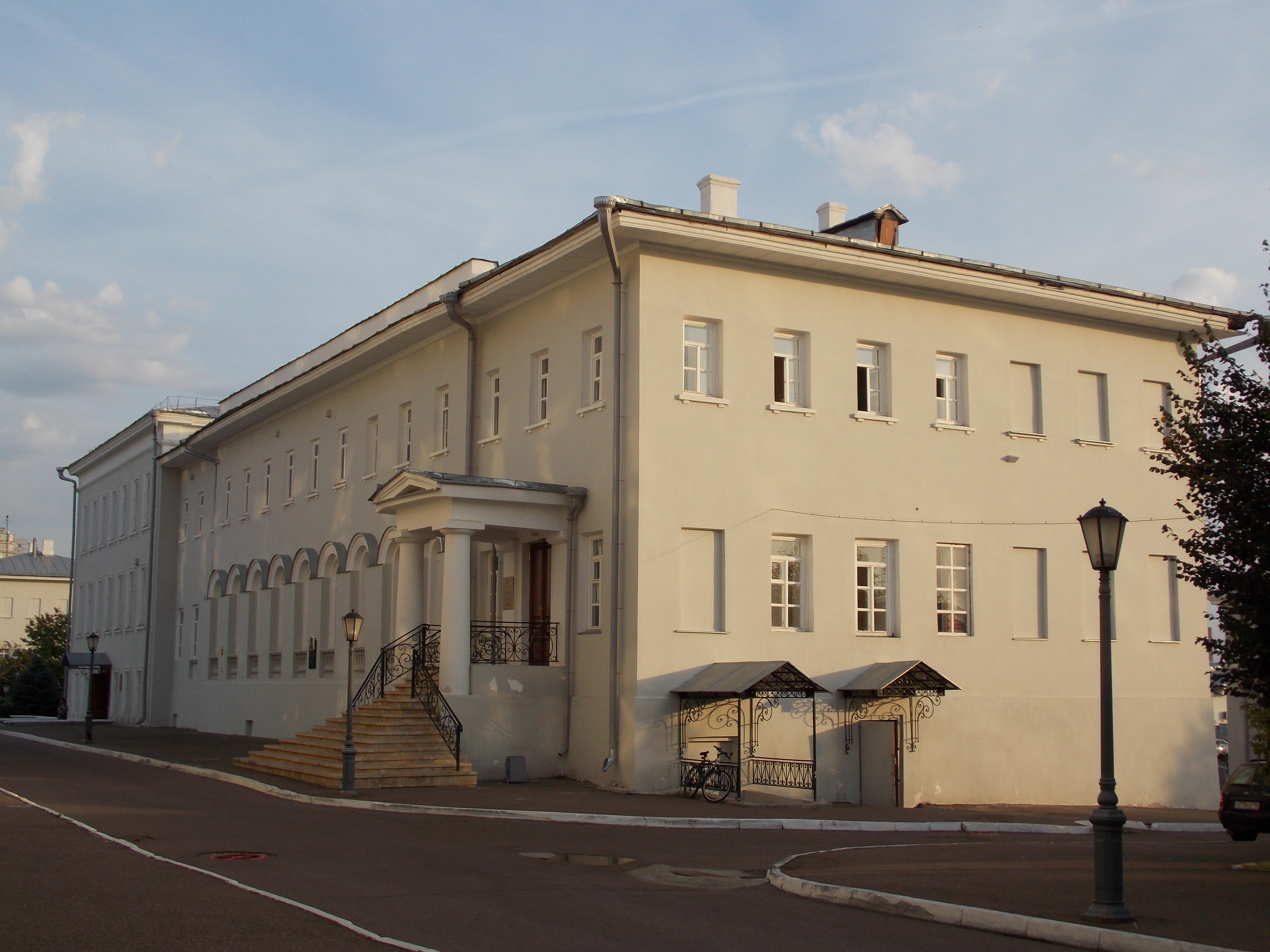
Старое здание библиотеки

Создание библиотеки было предусмотрено Уставом Казанского университета, подписанным 5 ноября 1804 года императором Александром I. Вначале её функции выполняла библиотека Казанской гимназии, на базе которой был открыт университет. Как самостоятельное подразделение университета библиотека существует с ноября 1806 года.

Основой первоначального фонда библиотеки стали принадлежавшие ранее гимназии книжные собрания известного государственного деятеля XVIII века, сподвижника императрицы Екатерины II , Г. А. Потёмкина и казанского помещика, бывшего секретаря Академии художеств В. И. Полянского.
В 1825—1835 годах библиотекарем Казанского университета (по нынешней терминологии — директором библиотеки) был знаменитый математик Н. И. Лобачевский (в 1827—1847 годах — ректор университета).
В 1932 году библиотека объединена с другой крупнейшей библиотекой Казани — Центральной научной и публичной библиотекой Татарской республики, фонд которой (свыше одного миллиона единиц) составили главным образом книжные собрания казанских учреждений и организаций, ликвидированных или реорганизованных после Октябрьской революции, в том числе значительная часть библиотеки духовной академии. Объединённая библиотека стала называться Научная библиотека Казанского государственного университета.
В 1934 году библиотека получила республиканский статус и название Научная библиотека Татарской республики при Казанском государственном университете (этот статус сохранялся до середины 1940-х годов). Во время Великой Отечественной войны библиотека обслуживала также эвакуированных в Казань сотрудников учреждений АН СССР.
В 1953 году в связи с предстоящим 150-летним юбилеем Казанского университета библиотеке присвоено имя Н. И. Лобачевского.
С 1969 года библиотека Казанского университета является методическим центром для библиотек высших и средних специальных учебных заведений зоны Верхнего Поволжья (с 1983 года это Республика Башкортостан, Республика Татарстан и Удмуртская республика).
С 1996 года, по указу президента РФ, она входит в список самых ценных объектов культурного наследия.

## Фонды библиотеки
В библиотеке сформировалось обширное собрание изданий на многих языках мира.
В 1922—1959 годах библиотека получала государственный бесплатный обязательный экземпляр отечественных произведений печати — в разные годы СССР или РСФСР, в 1960—1992 годах — платный обязательный экземпляр по профилю Казанского университета.

В фонде библиотеки — большинство казанских изданий XIX—XXI веков, одно из крупнейших в стране собраний книг, журналов и газет на татарском языке, в том числе арабографических.

В отделе рукописей и редких книг хранятся рукописи и рукописные книги IX—XX веков на русском, татарском, арабском, персидском и на многих других языках. Среди произведений печати России и СССР наиболее полно собраны издания XIX—XX веков, широко представлены книги и журналы XVIII века.
В результате создания Казанского (Приволжского) федерального университета (2009 г.) произошло объединение библиотек присоединённых к Казанскому университету вузов, совокупный фонд библиотеки составил более шести миллионов единиц хранения.

## Библиотека сегодня
Библиотека обслуживает сотрудников и учащихся университета, научных сотрудников других вузов и учреждений Казани, по временным билетам — всех желающих использовать её фонд (более 500 тысяч человек в год). На базе библиотеки предоставляется доступ к полнотекстовым и реферативным электронным информационным ресурсам ведущих мировых производителей и агрегаторов, регулярно организуются обучающие семинары по работе с этими ресурсами.

Для обеспечения сохранения культурного наследия библиотека переводит в цифровой формат уникальные книжные памятники, периодические издания. Библиотека формирует электронные коллекции материалов, связанных с Казанским университетом, в том числе коллекции авторефератов диссертаций, учебно-методических изданий.
С 1998 года библиотека — член Российской библиотечной ассоциации.
С 1999 года библиотека участвует в программе национальной ретроспективной библиографии по составлению международных сводных каталогов русской книги совместно с Российской национальной библиотекой.
С 2002 года библиотека возглавляет корпоративную библиотечную сеть г. Казани.
С 2004 года — участник национального информационно-библиотечного центра ЛИБНЕТ со статусом опорной библиотеки, представляющей региональный компонент в Сводном каталоге библиотек России (СКБР).

## Издания библиотеки
За более чем 200-летнюю историю в Научной библиотеке имени Н. И. Лобачевского было подготовлено более 130 различных изданий: это публикации по истории библиотеки, путеводители по библиотеке в целом и отдельным её фондам, каталоги книжных и рукописных собраний, книги по истории и культуре местного края, истории Казанского университета, библиографические указатели, биобиблиографические словари, публикации документов и других.

Перечень изданий приведён в книге: Научная библиотека Казанского университета в лицах. Ч. 1. Сотрудники библиотеки, 1806—2007 гг. — Казань, 2011. — См. С. 394—411. Прил. 10: Основные труды сотрудников библиотеки. Ряд изданий доступен в электронном виде.